# Якубов Анатолій Михайлович
Анатолій Михайлович Якубов (травень 1914 — ?) — український радянський партійний діяч, 2-й секретар Полтавського обкому КПУ. Член Ревізійної комісії КПУ в 1966—1976 р. Депутат Верховної Ради УРСР 7—8-го скликань.

## Біографія
Освіта вища. Працював інженером, головним енергетиком Полтавського паровозоремонтного заводу.
Член ВКП(б) з 1942 року.
З 1943 року — служив у Червоній армії. Учасник німецько-радянської війни. Служив заступником начальника штабу Уповноваженого Народного комісаріату шляхів сполучень при Управлінні військово-відновлюваних робіт № 3 2-го Білоруського фронту.
Після демобілізації, з 1944 року — інженер, заступник головного інженера Полтавського паровозоремонтного заводу.
На 1949—1951 роки — начальник теплоелектроцентралі (ТЕЦ) Полтавського паровозоремонтного заводу імені Жданова.
На 1952—1954 роки — секретар партійної організації, парторг ЦК ВКП(б), секретар партійного комітету Полтавського паровозоремонтного заводу імені Жданова.
З березня 1954 року — голова Полтавської обласної ради професійних спілок.
З 1962 до січня 1963 року — завідувач промислово-транспортного відділу Полтавського обласного комітету КПУ.
8 січня 1963 — 14 грудня 1964 року — 2-й секретар Полтавського промислового обласного комітету КПУ.
У грудні 1964 — 31 січня 1966 року — 1-й секретар Полтавського міського комітету КПУ.
29 січня 1966 — 8 червня 1973 року — 2-й секретар Полтавського обласного комітету КПУ.
З червня 1973 року — на пенсії у місті Полтаві.

## Звання
- майор

## Нагороди
- орден Трудового Червоного Прапора (25.11.1949)
- орден Червоної Зірки (31.08.1945)
- орден «Знак Пошани» (29.07.1945)
- медалі
- Почесна грамота Президії Верховної Ради Української РСР (16.05.1964)